# اعتلال المفصل العجزي الحرقفي
يشير اعتلال المفصل العجزي الحرقفي عمومًا إلى الألم في منطقة المفصل العجزي الحرقفي الناجم عن حركة غير طبيعية في المفصل، إما بسبب الحركة مفرطة أو قلة الحركة. يؤدي عادة إلى التهاب المفصل العجزي الحرقفي، وقد يُنهك المريض جدًا.

## العلامات والأعراض
تشمل الأعراض الشائعة آلام أسفل الظهر، وآلام الأرداف، وآلام الساق، وآلام الفخذ، وآلام الورك (لتفسير آلام الساق، والفخذ، وألم الورك، يمكنك الاطلاع على مقالة الألم الرجيع)، وتكرار التبول، والتنميل المؤقت، والوخز، واللذع. تتراوح شدة الألم من ألم خفيف إلى ألم حاد وطاعن ويزداد مع النشاط البدني. تتفاقم الأعراض أيضًا مع وضعيات مطولة أو ثابتة (مثل الجلوس والوقوف والاضطجاع). قد يُحرض الألم أيضًا بالانحناء للأمام، وصعود الدرج، وتسلق التل، والوقوف. أُبلغ عن زيادة في حدة الألم أثناء الحيض عند النساء. يمكن أن يعاني الأشخاص المصابون باعتلال المفصل العجزي الحرقفي الشديد من الأرق والاكتئاب. قد يسبب الالتواء العجزي غير المُعالَج لفترة طويلة من الزمن التهاب وتر العرقوب الشديد.

## الأسباب

### فرط الحركة
يشار أحيانًا إلى اعتلال المفصل العجزي الحرقفي باسم «عدم استقرار المفصل العجزي الحرقفي» أو «قصور المفصل العجزي الحرقفي» بسبب فقد الدعم الذي لم تعد الأربطة القوية والمشدودة حول المفصل قادرة على تحمله. عندما يكون المفصل مفرط الحركة أو رخوًا، سيُصنف على أنه خلل وظيفي خارج المفصل لأن حركة المفصل غير الطبيعية سببها ضعف أو إصابة أو التواء الأربطة، في حين أن المفصل نفسه طبيعي هيكليًا وصحيًا. لن يتعرض المفصل العجزي الحرقفي نفسه في كثير من الأحيان إلى تغيرات تنكسية، مثل التهاب المفاصل، إلّا بعد مرور سنوات عديدة على استمرار وجود الاعتلال المفصلي. يُعتقد أن إصابة الأربطة التي تثبت المفصل العجزي الحرقفي ناتجة عن التواء أو إصابة مهمة (مثل حادث سيارة) أو السقوط القوي، مما أدى إلى حدوث فرط الحركة. بحسب نتائج الفحص السريري، يعاني حوالي 58% من الأشخاص الذين شُخّص لهم اعتلال المفصل العجزي الحرقفي من آلام مُحرضة، فالمفصل الذي كان مُثبّتًا دائمًا بالأربطة القوية، أصبح الآن شديد التمدد أو الالتواء أو متمزق الأربطة. يُعتقد أن كل ذلك سيؤدي إلى «قفل» الأسطح الحرقفية والعجزية بطريقة غير متناسقة أو غير متناظرة (تميل إحدى العظام غير المتجانسة إلى الأمام، بينما يميل العظم الآخر إلى الخلف) مما يسبب الألم الذي قد يكون منهكًا للمريض.
قد تؤدي الاضطرابات الهرمونية، خاصة تلك المرتبطة بالحمل وهرمون الريلاكسين، إلى ارتخاء الأربطة مما يؤدي إلى إضعاف الهيكل العجزي الحرقفي. أثناء الحمل، يعمل هرمون الريلاكسين كطريقة طبيعية تسمح لحوض الأنثى ببدء توسيع قناة الولادة. يُعتقد أن آلام مفاصل الحوض عند النساء بعد الحمل ناتجة عن عدم قدرة الأربطة الممددة على العودة إلى طبيعتها. النساء اللواتي أنجبن أطفالًا ذوي حجم كبير أو الذين كان المخاض عندهم مطوّلًا معرضات أيضًا للإصابة بألم مزمن في المفصل العجزي الحرقفي وعدم ثباته.
لا يتحرك المفصل العجزي الحرقفي عند بعض الأشخاص، بما يتناسب مع التحدب والتقعر الطبيعي (علاقة «القفل»)، مما قد يؤدي إلى عدم محاذاة الدوران المفصلي. تؤدي الاختلافات في تكوين المفصل عند الأشخاص إلى ضعف قوة بعض المفاصل العجزية الحرقفية أو إلى تعرضها بنسبة أكبر لسوء المحاذاة. قد تؤدي بعض الاختلالات الميكانيكية الحيوية أو اختلاف طول العضلات إلى تأهب الشخص للاعتلال العجزي الحرقفي والألم. من المحتمل أن يحدث ذلك بسبب أنماط المشي المتغيرة والضغط المتكرر على المفصل. تحدث هذه الحالات بشكل أساسي عند الأشخاص الذين يعانون من عدم المساواة في طول الساق، ومرضى الجنف، والمرضى الذين عانوا من شلل الأطفال سابقًا، والأحذية رديئة الجودة، والتهاب مفاصل الورك. يوجد أيضًا حالات ملحوظة لمرضى اندماج الفقرات القطنية يعانون من ألم المفصل العجزي الحرقفي وفرط الحركة، وربما يرجع ذلك إلى تثبّت المفاصل القطنية المجاورة وعدم قدرتها على الحركة. توصلت الدراسات السريرية إلى أن ما يصل إلى 75% من المرضى الذين كان لديهم إصابة اندماج قطني سيصابون بتنكس المفصل العجزي الحرقفي في غضون خمس سنوات من الجراحة.

### نقص الحركة
نقص الحركة المرضية (الحركة القليلة جدًا) للمفصل العجزي الحرقفي هي اضطراب داخل المفصل يحدث فيه تثبيت للمفصل بسبب التآكل مع تقدم العمر أو بسبب داء تنكس المفاصل. قد يترافق هذا الاضطراب الحركي أيضًا مع مرض التهابي مثل التهاب الفقار اللاصق، والتهاب المفاصل الروماتويدي، أو العدوى.